# Nyoma parallela
Nyoma parallela är en skalbaggsart som beskrevs av Duvivier 1892. Nyoma parallela ingår i släktet Nyoma och familjen långhorningar.
Artens utbredningsområde är:
- Angola.
- Gabon.
- Togo.

Inga underarter finns listade i Catalogue of Life.